# 田所稔
田所 稔（たどころ みのる、1932年1月28日 - 1991年5月27日）は、日本中央競馬会（JRA）に所属した騎手、調教師。騎手時代の1966年にニホンピローエースで皐月賞に優勝した。
いずれも騎手・調教師の田所秀雄は実兄、田所秀孝は甥、師匠でもある小川佐助は叔父、田所清広（旧姓・佐野）は娘婿である。

## 経歴
1932年、北海道浦河町の農家に生まれる。実家は兄弟が多く貧しかったことから、幼少の頃に伯母の家に身を寄せた。1950年、すでに騎手となっていた兄・秀雄を頼り、その師匠で叔父の小川佐助厩舎（京都競馬場）に入門した。1953年に騎手免許を取得。初騎乗は4月26日の第1回阪神競馬8日目第2競走で、マサミドリに騎乗したが最下位に敗れた。しかし翌週の5月3日、第3回京都競馬3日目第7競走で、マアキュリーに乗って初勝利を挙げた。1956年には障害調教中に落馬して後頭部を強打し、半年の入院生活を送った。この翌年から騎手のヘルメットが採用されている。
12年目の1965年に騎乗馬オーヒメで京都記念（秋）を制し、重賞初勝利を挙げる。同馬では翌年の日経新春杯も制した。さらに同年から小川厩舎の有力馬ニホンピローエースの手綱を任され、12月には関西の3歳王者戦・阪神3歳ステークスに勝利。翌1966年にはクラシック競走の皐月賞を制し、八大競走制覇も果たした。
1973年に調教師免許を取得し、騎手を引退。騎手通算成績は1527戦179勝。管理馬房に空きがなく、2年後の1975年に死亡した坪重兵衛の後を引き継いで厩舎を開業。同年3月15日に松田由太郎厩舎からの移籍馬ジョーアスコットで初勝利を挙げた。1977年に管理馬センターグッドで阪急杯を制し、重賞を初勝利。以後散発的ながら複数の重賞勝利馬を輩出した。
1990年、札幌開催において管理馬から禁止薬物のカフェインが検出され、2カ月の調教停止処分を受ける。翌1991年、旅行先のハワイで心臓に異常を訴えて緊急帰国したが、5月27日に死去した。59歳没。関係者や家族はカフェイン問題の処分による心労が影響したのではないかとの見解を示している。調教師通算成績は2206戦188勝。

## 成績

### 騎手成績
- 1527戦179勝

#### 主な騎乗馬
※括弧内は田所騎乗時の優勝重賞競走。太字は八大競走。
- オーヒメ（1964年京都記念（秋）、1965年日本経済新春杯）
- ニホンピローエース（1965年阪神3歳ステークス、1966年皐月賞、1967年阪急杯）

### 調教師成績
| 通算成績 | 1着 | 2着 | 3着 | 出走回数 | 勝率 | 連対率 |
| -------- | --- | --- | --- | -------- | ---- | ------ |
| 平地     | 181 | 156 | 159 | 2123     | .085 | .158   |
| 障害     | 8   | 5   | 6   | 84       | .095 | .154   |
| 計       | 188 | 161 | 165 | 2206     | .085 | .158   |

#### 主な管理馬
※括弧内は田所管理下での優勝重賞競走。
- センターグッド（1977年阪急杯）
- タマムソウ（1980年タマツバキ記念・秋）
- ヤクモデザイヤー（1986年小倉記念）